# Alípio Rebouças
Alípio Pereira Rebouças (Maragogipe, 1851 — Salvador, 1914) foi um compositor, flautista e saxofonista de música clássica e popular.
Rebouças é considerado um dos pioneiros do saxofone no Brasil, integrando a geração que se seguiu a João José Pereira da Silva, que possivelmente introduziu esse instrumento no país.
Integrava a orquestra do Teatro São João, ao lado de grandes nomes da música local no século XIX, como Adelelmo Nascimento, que impressionavam os maestros italianos que se apresentavam na capital baiana e que "se mantinha com muito fulgor e prestígio quando Carlos Gomes aqui esteve pela primeira vez, em 1880", como lembrou Silio Boccanera Júnior. Na ocasião os jornais noticiaram que Rebouças oferecera ao ilustre visitante, recebido com festa, "uma bonita batuta de jacarandá encastoada de prata".

## Registro de Manuel Querino
O pesquisador Manuel Querino fez sobre o artista o seguinte registro, em 1911 (em domínio público):
«Nasceu em 1851 e estudou preparatórios no antigo Liceu Provincial. Dedicou-se ao estudo de música, estreando-se em 1865, tocando flautim, seu instrumento predileto, na banda de música do batalhão nº 110 da Guarda Nacional, sendo o segundo cidadão que, na Bahia, aplicou-se à execução do saxofone.
Pretendeu fazer o curso da Escola Normal, chegando a prestar exames, mas abandonou a ideia e voltou à vocação primitiva.
Como instrumentista, foi muito apreciado pelo maestro Carlos Gomes, quando aqui esteve e levou à cena o Guarani. Fez parte do grupo que, com Adelelmo Nascimento, viajou até o Pará, com uma companhia lírica.
Escreveu: seis missas festivas e uma de réquiem; diversos dobrados; tantum ergos; valsas; mazurcas; polcas; credos; ecce-sacerdos; Te Deum; etc.
Lecionou em colégios particulares, assim como às filarmônicas - Carlos Gomes, Melpomene, Flora, orquestra da cidade de Itaparica, Cantores do Boqueirão, etc.
Atualmente é funcionário público, sem contudo abandonar a profissão.»

## Obras
- Tua voz